# Villanova di Camposampiero
Villanova di Camposampiero ist eine nordostitalienische Gemeinde (comune) mit 6159 Einwohnern (Stand 31. Dezember 2023) in der Provinz Padua in Venetien. Die Gemeinde liegt etwa 11,5 Kilometer nordöstlich von Padua und grenzt unmittelbar an die Provinz Venedig. Südwestlich der Gemeinde fließt die Tergola. 